# Aljean Harmetz
Aljean Harmetz, Aljean Meltsir Levin (30 dicembre 1929), è una giornalista e scrittrice statunitense.

## Biografia
Cresciuta nel sud della California ha studiato alla Beverly Hills High School e si è laureata alla Stanford University. Dal 1978 al 1990 è stata la corrispondente da Hollywood del New York Times. Nel 1993, il suo libro The Making of the Wizard of Oz (La creazione del Mago di Oz) è stato nominato uno dei 100 migliori libri mai scritti sui film da The Book Collectors di Los Angeles, ed è stata premiata presso l'Academy of Motion Picture Arts and Sciences.

## Pubblicazioni
- The Making of The Wizard of Oz Knopf (1977) ISBN 978-0786883523
- Rolling Breaks and Other Movie Business Random House (1983) ISBN 978-0394528861
- Round Up the Usual Suspects: The Making of "Casablanca" Hyperion (1992) ISBN 978-1562827618
- On the Road to Tara: The Making of Gone with the Wind Harry N. Abrams (1996) ISBN 978-0810936843
- Off the Face of the Earth Scribner (1997) ISBN 978-0684836171